# Mois de l'histoire des femmes

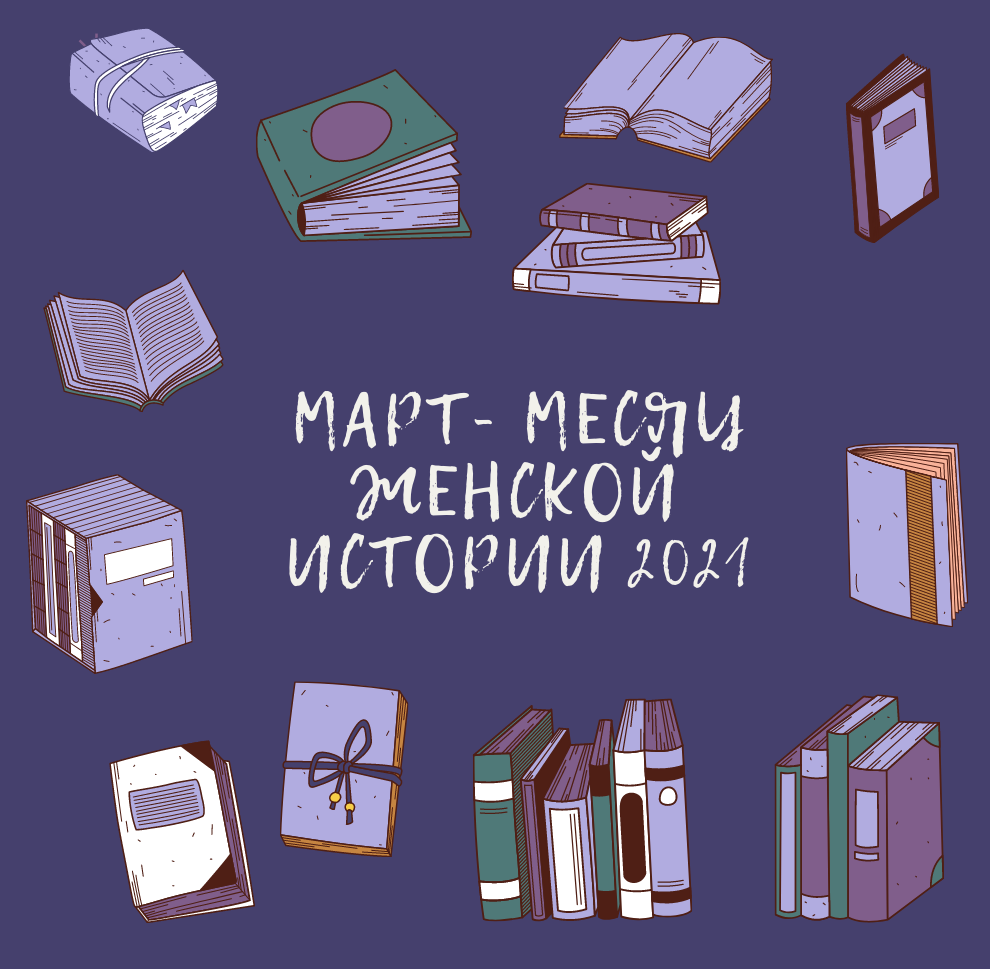
Mois de l'histoire des femmes

Le mois de l'histoire des femmes rend hommage aux femmes et aux filles pour mettre en lumière des figures historiques et la contribution des femmes à la société.